# Горан Грбовић
Горан Грбовић (Дечани, 9. фебруар 1961) је бивши српски кошаркаш и југословенски репрезентативац. Тренутно врши функцију директора Штарк арене.

## Спортска каријера
Родио се у Дечанима, a одрастао је у Крушевцу. Каријеру је почео у Борцу из Чачка, где га је тренирао професор Александар Николић, тренирао га је још Драган Милошевић - Гага.
У Партизан је прешао 1980. али је пропустио прву сезону услед административних проблема, а у Партизану је играо од 1981. до 1988. и стекао статус клупске легенде.
За репрезентацију Југославије је наступао на два такмичења, Европским првенствима 1983. и 1987. Освојио је бронзану медаљу на ЕП 1987.
Каријеру је прекинуо након две успешне сезоне у Гранади, где је сарађивао са својим тренером из Партизана, Душком Вујошевићем. Током првог дела сезоне 1991/92. одиграо је неколико утакмица за ИМТ али је то био и дефинитиван крај његове играчке каријере.

## Достигнућа
- Победник Југословенске лиге:1980/81 1986/87.
- Финалиста Југословенске лиге: 1981/82. и 1987/88.
- Освајач трећег места у Купу шампиона: 1982. и 1988.
- Првенство Европе 1987: Бронзана медаља
- Јуниорско првенство Европе 1980.: Сребрна медаља

### Индивидуална достигнућа
- Учесник Ол-Стар такмичења АЦБ лиге: 1988.
- Стрелац сезоне у Гранади: 1988/89.
- Седми стрелац у Партизановој историји